# Култыгин, Василий Семёнович
Василий Семёнович Култы́гин (1910 — ?) — инженер-металлург.

## Биография
Окончил МИС имени И. В. Сталина (1935). В 1935—1962 работал на заводе «Электросталь» (в 1941—1942 в эвакуации в Златоусте), с 1941 начальник Центральной исследовательской лаборатории, с 1957 главный инженер.
В 1962—1965 главный инженер Управления чёрной и цветной металлургии Московского совнархоза. В 1965? — 1981? главный инженер Главспецстали МЧМ СССР.

## Сочинения
- Пластичность стали при высоких температурах / М. И. Зуев, В. С. Култыгин, М. И. Виноград [и др.]. — М.: Металлургиздат, 1954. — 104 с.

## Награды и премии
- Сталинская премия второй степени (1946) — за разработку и внедрение в производство нового жаростойкого сплава для клапанов авиамоторов, заменяющего дефицитные цветные металлы
- Сталинская премия первой степени (1949) — за разработку технологии производства жаропрочного сплава.
- Ленинская премия (1963) — за разработку и внедрение в промышленность принципиально нового высокоэффективного способа повышения качества специальных сталей и сплавов — электрошлакового переплава расходуемых электродов в металлической водоохлаждаемой изложнице (кристаллизаторе)